# Nahomi Kawasumi
Nahomi Kawasumi (jap. 川澄 奈穂美, Kawasumi Nahomi; * 23. September 1985 in Yamato, Präfektur Kanagawa) ist eine japanische Fußballspielerin.

## Werdegang

### Verein
Kawasumi spielte von 2008 bis 2016 beim japanischen Erstligisten INAC Kōbe Leonessa und war während der Saison 2014 der National Women’s Soccer League an den Seattle Reign FC ausgeliehen. Im Juni 2016 schloss sie sich erneut dem Seattle Reign FC an und spielte dort bis zum Ende der dortigen Saison 2018. Zur Spielzeit 2019 wurde sie zum Sky Blue FC getradet, für welchen sie bis Mitte August 2020 spielte. Den Rest des Jahres spielte sie nochmal bei INAC und kehrte zur Spielzeit 2021 wieder in die USA zurück. Dort kam sie nun erneut beim mittlerweile NJ/NY Gotham FC heißenden Franchise unter und war dort bis Sommer 2023 dabei. Danach kehrte sie ein weiteres Mal nach Japan zurück, wo seitdem bei Albirex Niigata spielt.

### Nationalmannschaft
Kawasumi gewann mit Japan bei der Universiade 2005 die Bronzemedaille. Ihr erstes Länderspiel für Japan absolvierte sie am 31. März 2008 gegen Taiwan. Sie spielte für Japan bei der 6. Frauenweltmeisterschaft 2011. Kawasumi erzielte im Halbfinale zwei Tore beim 3:1-Sieg gegen Schweden. Das zweite Tor wurde für die Wahl zum Tor des Turniers nominiert und von den Usern von FIFA.com zum zweitschönsten Tor gewählt.
Kawasumi gehörte auch zum japanischen Kader für die Olympischen Spiele in London. Sie kam in allen sechs Spielen zum Einsatz, u. a. im mit 1:2 gegen die USA verlorenen Finale und gewann mit ihrer Mannschaft die Silbermedaille.
Sie wurde auch für die WM 2015 nominiert und in zwei Gruppenspielen sowie den vier Spielen der Finalrunde eingesetzt. Im ersten Gruppenspiel gegen die Schweiz wurde sie aber erst in der 90. Minute eingewechselt. Gegen Kamerun stand sie in der Startelf, wurde aber nach 55 Minuten ausgewechselt. Beim letzten Gruppenspiel, als Trainer Norio Sasaki einige Stammspielerinnen schonte, kam sie nicht zum Einsatz. Im Achtelfinale gegen die Niederlande kam in der 80. Minute Rekordnationalspielerin Homare Sawa für sie auf den Platz. Danach spielte sie zweimal über die vollen 90 Minuten. Im Halbfinale verlängerte die Engländerin Laura Bassett in der Nachspielzeit eine von Kawasumi in den englischen Strafraum geschlagene Flanke zum 2:1-Siegtreffer für Japan ins eigene Tor. Im Finale gegen die USA kassierte ihre Mannschaft innerhalb der ersten 16 Minuten vier Tore. Kawasumi konnte dann zwar noch das 1:4 durch ihre Mitspielerin Yūki Ōgimi vorbereiten, wurde dann aber bereits nach 39 Minuten ausgewechselt und durch Angreiferin Yuika Sugasawa ersetzt, die dem Spiel aber auch keine Wende geben konnte. Zwar keimte nach einem Eigentor der US-Girls zum 2:4 noch einmal kurz Hoffnung auf, zwei Minuten später fiel aber das 2:5 und die weiteren Angriffsbemühungen ihrer Mitspielerinnen blieben erfolglos.

## Erfolge
- Weltmeisterin bei der FIFA Frauen WM 2011 in Deutschland
- Vizeweltmeisterin 2015
- Silbermedaille bei den Olympischen Spielen 2012
- Japanische Meisterschaft (3×): 2011, 2012, 2013 (alle mit INAC Kōbe Leonessa)
- Kaiserinnenpokal (4×): 2010, 2011, 2012, 2013 (alle mit INAC Kōbe Leonessa)
- Asienmeisterin 2014 und 2018